# Buești (gmina)
Buești – gmina w Rumunii, w okręgu Jałomica. Obejmuje tylko jedną miejscowość Buești. W 2011 roku liczyła 1074 mieszkańców. 